# Viktorija Azarenka
Viktorija "Vika" Azarenka (bje. Вікторыя Азаранка, Minsk, 31. srpnja 1989.) bjeloruska je tenisačica. Profesionalno se bavi tenisom od 2003., od svoje 14. godine. S gotovo podjednakim uspjehom igra singl i parove. Osvajačica je Australian Opena 2012. i 2013. u pojedinačnoj konkurenciji, a ima i dva Grand Slam naslova u mješovitim parovima (US Open 2007. u paru s Maksom Mirnjijem i Roland Garros 2008. s Bobom Bryanom). Najčešća joj je partnerica u ženskim parovima Ruskinja Marija Kiriljenko. Osvojila je zlato (mješoviti parovi s Maksom Mirnjijem) i broncu (pojedinačno) na Olimpijskim igrama u Londonu 2012.

## Životopis
Azarenka je počela igrati tenis sa sedam godina. Godine 2005. preselila je iz rodnog Minska u američki Scottsdale, kako bi napredovala u karijeri. Iste je godine osvojila Australian Open i US Open u juniorskoj konkurenciji. Treneri su joj Sam Sumyk i Jean Pierre Bruyere.
Godine 2009. njezine su se slike u bikiniju pojavile u francuskom izdanju časopisa FHM.
Na Australian Openu 2010. Azarenka je došla do četvrtfinala, gdje je nakon velike borbe poražena od Serene Williams sa 6:4, 6:7(4), 2:6, nakon što je vodila s 1:0 u setovima i 4:0 u drugom setu. Uspješnija je bila 2012. na istom turniru kada je u finalu pobijedila Mariju Šarapovu sa 6:3, 6:0. Ta joj je pobjeda donijela prvi pojedinačni Grand Slam naslov te prvo mjesto na WTA listi tenisačica.
Među deset najboljih svjetskih igračica nalazi se od 2009. i tek je druga bjeloruska tenisačica kojoj je to uspjelo (prva je bila Nataša Zvereva). Kao teniski uzor Azarenka ističe Rogera Federera, kojem se divi zbog igre i ponašanja.

## Stil igre
Azarenka ima jedan od najboljih backhanda u ženskom tenisu i tim udarcem stvara razliku. Igra s osnovne crte i rijetko izlazi na mrežu. Odlikuje je i vrhunska fizička priprema. Slabiji su joj udarci servis i forehand.

## Osvojeni turniri

### Pojedinačno (17 WTA)
| Br. | Datum               | Turnir               | Suparnica u finalu | Rezultat         |
| 1.  | 10. siječnja 2009.  | Brisbane             | Marion Bartoli     | 6:3, 6:1         |
| 2.  | 21. veljače 2009.   | Memphis              | Caroline Wozniacki | 6:1, 6:3         |
| 3.  | 4. travnja 2009.    | Key Biscayne         | Serena Williams    | 6:3, 6:1         |
| 4.  | 1. kolovoza 2010.   | Stanford             | Marija Šarapova    | 6:4, 6:1         |
| 5.  | 24. listopada 2010. | Moskva               | Marija Kiriljenko  | 6:3, 6:4         |
| 6.  | 3. travnja 2011.    | Key Biscayne (2.)    | Marija Šarapova    | 6:1, 6:4         |
| 7.  | 10. travnja 2011.   | Marbella             | Irina-Camelia Begu | 6:3, 6:2         |
| 8.  | 23. listopada 2011. | Luxembourg           | Monica Niculescu   | 6:2, 6:2         |
| 9.  | 13. siječnja 2012.  | Sydney               | Na Li              | 6:2, 1:6, 6:3    |
| 10. | 28. siječnja 2012.  | Australian Open      | Marija Šarapova    | 6:3, 6:0         |
| 11. | 19. veljače 2012.   | Doha                 | Samantha Stosur    | 6:1, 6:2         |
| 12. | 18. ožujka 2012.    | Indian Wells         | Marija Šarapova    | 6:2, 6:3         |
| 13. | 7. listopada 2012.  | Peking               | Marija Šarapova    | 6:3, 6:1         |
| 12. | 14. listopada 2012. | Linz                 | Julia Görges       | 6:3, 6:4         |
| 15. | 26. siječnja 2013.  | Australian Open (2.) | Na Li              | 4:6, 6:4, 6:3    |
| 16. | 17. veljače 2013.   | Doha (2.)            | Serena Williams    | 7:6(6), 2:6, 6:3 |
| 17. | 18. kolovoza 2013.  | Cincinnati           | Serena Williams    | 2:6, 6:2, 7:6(6) |

## Rezultati na Grand Slam turnirima
| Grand Slam      | 2006. | 2007. | 2008. | 2009. | 2010. | 2011. | 2012. | 2013. |
| --------------- | ----- | ----- | ----- | ----- | ----- | ----- | ----- | ----- |
| Australian Open | 1k    | 3k    | 3k    | 4k    | 1/4F  | 4k    | P     | P     |
| Roland Garros   | 1k    | 1k    | 4k    | 1/4F  | 1k    | 1/4F  | 4k    | 1/2F  |
| Wimbledon       | 1k    | 3k    | 3k    | 1/4F  | 3k    | 1/2F  | 1/2F  | 2k    |
| US Open         | 3k    | 4k    | 3k    | 3k    | 2k    | 3k    | F     | F     |

## Plasman na WTA ljestvici na kraju sezone
| 2006. | 2007. | 2008. | 2009. | 2010. | 2011. | 2012. | 2013. |
| ----- | ----- | ----- | ----- | ----- | ----- | ----- | ----- |
| 92.   | 30.   | 15.   | 7.    | 10.   | 3.    | 1.    | 2.    |

## Vanjske poveznice
- Službena stranica (engl.)
- Profil na stranici WTA Toura